# 福岡市立長丘中学校
福岡市立長丘中学校（ふくおかしりつながおかちゅうがっこう）は、福岡県福岡市南区長丘に位置する公立の中学校。

## 教育目標
「価値ある存在として誇れる人間であれ」、〔 学びあい（知） 思いあい（徳） 鍛えあい（体）〕の二つ。

## 沿革
- 1978年 福岡市立長丘中学校開校（長尾、友泉、筑紫丘の3中学校より分離・独立）
- 1979年 シンボル語句「価値ある存在として誇れる人間であれ」制定。
- 1982年 新体操部 教育委員会表彰（5年連続 市・県大会優勝）
- 1984年 全国中学生録音コンテスト（学校の音部門）グランプリ受賞。九州放送教育研究大会の会場校に選ばれる。
- 1985年 野球部・新体操(個人)全国大会出場。
- 1986年 水泳（個人）全国大会出場
- 1987年女子バレーボール部・水泳部、新体操(個人）全国大会出場。創立10周年記念事業実行委員会発足(実行委員長 山崎広太郎)

- 1988年「ふれあいの鐘」披露除幕式。本校PTA 九州ブロックPTA協議会表彰
- 1991年福岡市立野間中学校へ一部分離。水泳、卓球(個人）全国大会出場
- 1993年男子バスケットボール部が全国中学校バスケットボール大会にて優勝。水泳,陸上(個人)全国大会出場。男子バスケットボール部 市教育委員会表彰。
- 1994年水泳、陸上(個人)全国大会出場。
- 1995年男子バスケットボール部全国大会出場。
- 1998年卓球（個人）、男子ソフトテニス部（個人）全国大会出場。
- 2000年陸上（個人）全国大会出場。
- 2001年男子バスケットボール部全国大会出場。
- 2003年講堂兼体育館改築工事完了。
- 2004年特殊学級新設（肢体不自由児学級）。JICAサウジアラビア技術教育使節団来校。陸上(個人；砲丸投げ)全国大会出場。
- 2005年アフリカ諸国理数科教師団来校。
- 2006年全国中学校選抜水泳競技大会 水泳女子400MメドレーR出場
- 2007年創立30周年記念講演会（若菜嘉晴 野球解説者）

## 小学校区
本校の学区は南区内の以下の三つの福岡市立の小学校区からなる。
- 長丘小学校区・長住小学校区・西長住小学校区

ただし、西長住小学校区内の一部地域は福岡市立長尾中学校（城南区）の校区に含まれる。

## 特徴

### 朝の読書・学習
近年は、登校と朝礼の間に「朝の読書・学習」の時間が10分間設定されている。
自由に好きな本を読んだり、学習することができる。

### 公立高校の学区
福岡県では現在、県立普通科高等学校において県内を13の学区に分割した中学区制を導入されており、通常は中学校別に一つの県立普通科高校の学区が決められている。したがって普通は同じ中学校の生徒ならば受験・進学可能な県立高校は全員同じである。しかし、本校では住所によって二つの学区に分けられる県内唯一の中学校であるため、県内の中学校の中では比較的に進学する高校が福岡県立柏陵高等学校以外はバラつきやすい。住所別の学区は以下の通り。
- 第五学区（長丘2丁目1番～12番・15番～21番・平和4丁目の各地域）
- 第六学区（上記以外の本校区内の地域）
- 福岡県立柏陵高等学校は第六学区に含まれている地域でも受験可能。

福岡県の公立高校の学区については福岡県高等学校一覧を参照。

### 部活動
全国大会出場経験を持つバスケットボール、陸上、水泳など、部活動は盛んである。

## 所在地
- 福岡県福岡市南区長丘二丁目26番1号

校区内のかなり北部、「福岡のへそ」と称される鴻巣山のふもとに位置し、長丘という地名通り、傾斜の厳しい丘の上に建っている。したがって、半分以上の生徒は通学までに長い坂を登ることになる。本校からは南側の眺めが大変良く、南区や城南区の市街地や油山までが見わたせる。また、本校の北側に接する道路が南区と中央区の区境になっている。

## 著名な出身者
- 山本華世 - ローカルタレント
- 田口浩正 - 俳優
- 西村香織 - 報道局記者、元アナウンサー
- 新庄剛志 - 元プロ野球選手、北海道日本ハムファイターズ監督
- 鯉川なつえ - 元陸上競技選手
- 中園隆一郎 - プロバスケットボール選手（B.LEAGUE・鹿児島レブナイズ所属）
- いなのこうすけ - お笑い芸人（ぺんぎんナッツ）
- 青木康平 - 元プロバスケットボール選手
- 梶原麻莉子 - タレント、モデル
- 堤啓士朗 - プロバスケットボール選手（B.LEAGUE・ライジングゼファーフクオカ所属）
- 藤原さくら  - 女優、シンガーソングライター